# The Assassination of Gianni Versace: American Crime Story
The Assassination of Gianni Versace: American Crime Story és la segona temporada de la sèrie d'antologia de crims de FX Networks American Crime Story. La temporada es va estrenar el 17 de gener de 2018 als Estats Units i a Llatinoamèrica el 18 de gener de 2018 i consisteix en un total de 9 episodis. La temporada gira entorn de l'assassinat del llegendari dissenyador Gianni Versace a les mans de l'assassí serial Andrew Cunanan, i es basa en el llibre Vulgar Favors: Andrew Cunanan, Gianni Versace, and the Largest Failed Manhunt in U.S. History, de Maureen Orth, com a font principal de material. A Espanya s'ha emès a Antena 3. A Xile es va emetre per Canal 13.

## Elenc i personatges

### Principals
- Édgar Ramírez com Gianni Versace
- Darren Criss com Andrew Cunanan
- Ricky Martin com Antonio D'Amico
- Penélope Cruz com Donatella Versace

### Recurrents
- Will Chase com el detectiu Paul Scrimshaw
- Giovanni Cirfiera com Santo Versace
- Jay R. Ferguson com l'agent Keith Evans
- Max Greenfield com Ronnie Holston
- Christine Horn com l'agent Talarah Gruber
- Cathy Moriarty com Vivian Oliva
- Dascha Polanco com la detectiu Lori Wieder
- José Zúñiga com el detectiu George Navarro
- Cody Fern como David Madson

### Invitats
- Joanna P. Adler com Mary Ann Cunanan[4]
- Joe Adler com Jerome Gentes
- Razaaq Adoti com el detectiu Pete Jackson
- Vincenzo Amato com el portaveu de Versace
- Jack Armstrong com J. Paul Beitler
- Annaleigh Ashford com Elizabeth Cote
- Jon Jon Briones com Modesto Cunanan[5]
- Nico Evers-Swindell com Philip Merrill
- Mike Farrell com Lee Miglin
- Alex Fernandez com el superintendent Matt L. Rodríguez
- Jacob Fortner como Duke Miglin
- Sophie von Haselberg com Linda Elwell
- John Lacy com Howard Madson
- Michael Shamus Wiles com el detectiu Robert Tichich

### Invitats especials
- Judith Light com Marilyn Miglin
- Aimee Mann com la cantant del bar
- Finn Wittrock com Jeff Trail

## Episodis
| Núm. total | Núm. de la temporada | Títol                        | Direcció              | Guió                        | Data d'emissió original | Codi de prod. | Espectadors US (milions) |
| --- | -------------------- | ---------------------------- | --------------------- | --------------------------- | ----------------------- | ------------- | ------------------------ |
| 11 | 1                    | «The Man Who Would Be Vogue» | Ryan Murphy           | Tom Rob Smith               | 17 de gener de 2018     | 3WAX01        | 2,22                     |
| El 15 de juliol de 1997, el dissenyador, Gianni Versace ingressa a la seva mansió a Miami Beach quan Andrew Cunanan l'assassina amb dos trets. Set anys abans, Cunanan es troba amb Versace en un club nocturn gai de San Francisco i narra als seus amics sobre la seva trobada l'endemà al matí, inventant la majoria dels detalls. Cunanan més tard assisteix a una òpera mostrant la seva vestimenta dissenyada per Versace i s'involucra en un breu intercanvi romàntic amb ell després de la presentació. Al present, Cunanan fuig de l'escena, evadint a la parella de Versace, Antoni D'Amico i les autoritats locals. Versace, mentrestant, és portat a l'hospital només per a ser declarat mort. Mentre la policia de Miami Beach treballa amb l'FBI, la germana de Versace, Donatella i el seu germà, Santo comencen a planejar el futur del seu negoci. Cunanan evadeix a les autoritats, es canvia de roba i compra diversos periòdics que cobreixen la mort de Versace amb una expressió implacable. |                      |                              |                       |                             |                         |               |                          |
| 12 | 2                    | «Manhunt»                    | Nelson Cragg          | Tom Rob Smith               | 24 de gener de 2018     | 3WAX02        | 1,42                     |
| Al març de 1994, Gianni Versace s'assabenta que és VIH positiu. Donatella culpa a Antonio per la malaltia, però ell es defensa, afirmant que els seus amants mutus són una elecció que Gianni comparteix i assumeix. Al maig de 1997, Andrew Cunanan fuig de Carolina del Sud, buscat per l'assassinat de Lee Miglin (la seva tercera víctima) conduint la camioneta vermella de la seva quarta víctima, William Reese. Arriba a Miami i presa una habitació d'un motel amb vista a la platja, usant una identitat falsa sol si és necessari, l'FBI l'ha posat en la llista de les 10 persones més buscades als Estats Units. Cunanan viu en prostitució amb homes casats i li dona part dels seus diners a Ronnie, un veí homosexual. En el seu temps lliure, Cunanan alimenta la seva obsessió per Gianni Versace, observant la seva llar amb l'esperança de veure al dissenyador, la celebritat i la creativitat del qual enveja. |                      |                              |                       |                             |                         |               |                          |
| 13 | 3                    | «A Random Killing»           | Gwyneth Horder-Payton | Tom Rob Smith               | 31 de gener de 2018     | 3WAX03        | 1,26                     |
| Al maig de 1997, el magnat immobiliari de Chicago, Lee Miglin és trobat mort al seu garatge per la seva esposa Marilyn. Una setmana abans, després que Marilyn abandonés la ciutat per promocionar la seva popular marca de perfums, Miglin convida a Cunanan, que es fa passar per un escort gai, a la seva casa sol perquè Cunanan el torturi brutalment i el mat abans de robar-li el seu Lexus. En el present, els detectius assignats al cas de Lee descobreixen diverses revistes pornogràfiques alemanyes que envolten el seu cos. Marilyn insisteix que pertanyen a l'assassí i que l'assassinat no va ser més que un assassinat a l'atzar. Les autoritats després usen el telèfon de l'automòbil en un intent de rastrejar Cunanan, que després es filtra als mitjans. Cunanan abandona el Lexus de Lee abans de matar William Reese i robar la seva camioneta vermella. Marilyn, mentrestant, continua bregant amb el seu dolor mentre continua promocionant el seu perfum. |                      |                              |                       |                             |                         |               |                          |
| 14 | 4                    | «House by the Lake»          | Daniel Minahan        | Tom Rob Smith               | 7 de febrer de 2018     | 3WAX04        | 0,98                     |
| L'abril del 1997, Cunanan atreu a un antic conegut, Jeff Trail, a un departament a Minneapolis del seu actual amant, David Madson, i el mata a garrotades amb un martell. Després d'obligar a Madson a continuar sent el seu còmplice, Cunanan decideix fugir a Mèxic quan un dels companys de treball de Madson el visita. El Departament de Policia de Minneapolis, mentrestant, descobreix el cadàver de Trail i sospita que Madson és l'assassí. Procedeixen a interrogar als pares de Madson, els qui creïn fermament que el seu fill és innocent. Quan Madson confronta a Cunanan sobre les seves mentides, Cunanan s'adona que ha perdut el control del seu amant i dispara a Madson prop d'un llac als afores de Rush City. |                      |                              |                       |                             |                         |               |                          |
| 15 | 5                    | «Don't Ask Don't Tell»       | Daniel Minahan        | Tom Rob Smith               | 14 de febrer de 2018    | 3WAX05        | 0,91                     |
| Al juny de 1995, Versace ignora la desaprovació de Donatella i fa pública la seva sexualitat en una entrevista. Al novembre de 1995, se sospita que el tinent de l'Armada dels Estats Units, Jeff Trail és homosexual després d'haver salvat a un company de ser agredit a San Diego. Després d'un fallit intent de suïcidi, Trail va a un bar gai i es troba amb Cunanan. Més tard, Trail es compromet a fer una entrevista sobre l'homofòbia en l'exèrcit, durant la qual "pren la decisió" d'abandonar la Marina. Dos anys més tard, Cunanan es troba amb Trail i David Madson a Minneapolis. Tots dos homes, no obstant això, intenten evitar-ho, amb Trail quedant-se a la casa de la seva germana i Madson dient que ha seguit endavant. Abandonat i enutjat, Cunanan decideix assassinar Trail. |                      |                              |                       |                             |                         |               |                          |
| 16 | 6                    | «Descent»                    | Gwyneth Horder-Payton | Tom Rob Smith               | 28 de febrer de 2018    | 3WAX07        | 1,10                     |
| En 1996, Cunanan viu a La Jolla, Califòrnia amb l'empresari de mitjana edat Norman Blachford, qui maneja les seves finances com a part de la seva relació arreglada. Durant el seu vint-i-setè aniversari, Cunanan intenta impressionar David Madson inventant detalls sobre la seva vida i presumint que tots l'estimen. Després de fer demandes més extravagants, Blachford li demana que se’n vagi, Cunanan gasta milers de dòlars en un intent per guanyar-se a Madson, només perquè Madson talli tots els llaços amb ell. Cunanan després li ho diu a Jeff Trail al seu pare en una postal, la qual cosa fa que Trail l'amenaci abans de mudar-se a Minneapolis. Després d'un atac de depressió severa, alimentada per les drogues, Cunanan es reuneix amb la seva mare Mary Ann i li diu que se'n va a Minneapolis. |                      |                              |                       |                             |                         |               |                          |
| 17 | 7                    | «Ascent»                     | Gwyneth Horder-Payton | Tom Rob Smith               | 7 de març de 2018       | 3WAX06        | 0,92                     |
| En 1992, Versace pressiona a Donatella perquè es faci càrrec de l'empresa després de la seva mort. Després d'un intent fallit de col·laborar en un vestit per a la gala d'aniversari de Vogue , Versace és diagnosticat amb càncer d'oïda i viatja a Miami per a recuperar-se, la qual cosa obliga a Donatella a prendre les regnes. Aquest mateix any, Cunanan, que viu amb Mary Ann, comença a treballar com escort gai per a homes madurs. Desenvolupa una relació amb l'arquitecte Lincoln Aston, un amic pròxim de Norman Blachford, només perquè Aston trenqui amb ell després de descobrir que ell i David Madson van passar la nit junts. L'intent de Cunanan de reconciliar-se amb Aston acaba amb ell presenciant el brutal assassinat d’Aston. Cunanan després es muda de l'apartament de la seva mare després d'una discussió i usa la mort de Aston per a desenvolupar una relació amb Blachford, qui li permet mudar-se a la seva casa. |                      |                              |                       |                             |                         |               |                          |
| 18 | 8                    | «Creator/Destroyer»          | Matt Bomer            | Tom Rob Smith & Maggie Cohn | 14 de març de 2018      | 3WAX08        | 1,00                     |
| El 1957, Itàlia, un jove Versace comença a dissenyar roba sota la tutela de la seva mare modista. El 1980, un jove Cunanan rep un tracte preferencial del seu pare, corredor de borsa, Modesto, com a resultat d'haver de cuidar més d'ell després de la depressió postpart de la seva esposa, la qual cosa va provocar que abusés de la mare de Cunanan i descurés als seus germans. Set anys després, Cunanan fa malabars amb assistir a una escola privada i sortir en secret amb homes madurs. Mentrestant, Modesto fuig a Manila després de ser acomiadat per malversació de clients ancians i assabentar-se que és buscat pel FBI, deixant a la seva família sense un centau. Cunanan el rastreja i el confronta pels càrrecs només per a ser rebutjat. En tornar als Estats Units, Cunanan sol·licita un treball en una farmàcia, on li diu al gerent que Modesto és amo de plantacions de pinya. |                      |                              |                       |                             |                         |               |                          |
| 19 | 9                    | «Alone»                      | Daniel Minahan        | Tom Rob Smith               | 21 de març de 2018      | 3WAX09        | 1,20                     |
| En la tarda del 15 de juliol de 1997, Cunanan s'amaga en una casa flotant de Miami Beach en un intent d'evadir a les autoritats locals i federals. En el transcurs dels pròxims dos dies, Cunanan intenta abandonar la ciutat només per a continuar amagant-se a causa de la forta presència policial. Mentre les autoritats interroguen a Mary Ann i Ronnie, Marilyn s'enfronta al fet que ha quedat impune. Al mateix temps, l'amiga de Cunanan, Elizabeth Cote, parla sobre Cunanan en una entrevista de televisió, el pare de David Madson insisteix que el seu fill és una víctima, i Modesto usa la història de Cunanan en un intent per cridar l'atenció. El 22 de juliol de 1997, mentre Versace està enterrat en la volta familiar prop del llac de Como, Itàlia, Donatella li diu a Antonio que no pot residir a la casa que li va prometre Gianni. L'endemà al matí, les autoritats acorralen a Cunanan només perquè ell es pegui un tret a la boca. Cunanan és després enterrat en un mausoleu públic mentre Donatella es prepara per a reunir-se amb els advocats de Versace i Antonio intenta suïcidar-se. |                      |                              |                       |                             |                         |               |                          |

## Producció

### Desenvolupament
The Assassination of Gianni Versace: American Crime Story va ser recollida el 18 d'octubre de 2016 i es va anunciar com la tercera temporada de la sèrie, després de Katrina. L'anunci també va revelar que l'autor anglès Tom Rob Smith seria l'escriptor de múltiples episodis de la temporada, inclosos els dos primers, mentre que el productor executiu Ryan Murphy dirigiria el primer episodi. A l'abril de 2016, el dia després de l'emissió del final de la primera temporada, es va revelar que els creadors de la sèrie Scott Alexander i Larry Karaszewski no tornarien per a la segona temporada.
Al juny de 2017, es va anunciar que Katrina no començaria a produir fins a principis de 2018 i que Versace s'emetria a principis de 2018, reemplaçant a Katrina com el segon lliurament oficial del xou. El 2 d'octubre de 2017, el veterà de, American Horror Story, Matt Bomer va ser anunciat com el director del vuitè episodi, per la qual cosa serà el seu debut com a director. Durant la seva producció, el títol provisional de la temporada va ser American Crime Story: Versace/Cunanan.
Al desembre de 2017, després de la primera projecció pública, es va revelar que Versace tindria nou episodis, a pesar que originalment es va informar que consistia en deu episodis.

### Càsting
Al febrer de 2017, Édgar Ramírez i Darren Criss es van unir a l'elenc com Gianni Versace i Andrew Cunanan, respectivament. Murphy va confirmar que els informes que anunciaven que Lady Gaga retrataria a Donatella Versace en The Assassination of Gianni Versace eren falsos; Penélope Cruz fou elegida per al paper. A l'abril de 2017, es va anunciar que Ricky Martin s'uniria a l'elenc com Antonio D'Amico, soci de tota la vida de Versace. El 28 d'abril de 2017, es va veure a Annaleigh Ashford filmant en el set amb Criss. El 21 de juny de 2017, es va anunciar a través de Entertainment Weekly que el paper de Ashford en la sèrie seria com Elizabeth Cote, amiga de Cunanan des de l'escola secundària, mentre que el veterà de Grimm Nico Evers-Swindell interpretaria al seu espòs, Philip Merrill.
El 5 de maig de 2017, Murphy va anunciar a través del seu compte d'Instagram que Max Greenfield es va unir a l'elenc, en publicar una foto de Greenfield i Criss al set. Més tard es va revelar que Greenfield interpretaria al germà gran de Gianni donant vida a Santo Versace, El 21 de juny de 2017, es va anunciar que Finn Wittrock apareixeria en The Assassination of Gianni Versace, interpretant a Jeffrey Trail, la primera víctima de Cunanan.
Al novembre de 2017, el compte oficial de Twitter de la sèrie va revelar que Judith Light i Dascha Polanco són part de l'elenc. Al desembre de 2017, la pàgina web oficial de la sèrie va revelar que Max Greenfield interpretaria a Ronnie, mentre es confirmava que Judith Light interpretaria a Marilyn Miglin, Dascha Polanco com la detectiva Lori Wieder, Jon Jon Briones com a Modest Cunanan, Cody Fern com David Madson, i Mike Farrell com Lee Miglin.

### Rodatge
Segons múltiples informes i fotos, la fotografia principal de la temporada 2 va començar a principis de maig de 2017, a Miami. Segons el revelat per Darren Criss a través del seu compte de Twitter, el rodatge va acabar durant la setmana del 13 de novembre.

## Recepció
La segona temporada de American Crime Story va rebre crítiques positives de part dels crítics. A Rotten Tomatoes va atorgar a la temporada una qualificació d'aprovació del 85% amb base en 66 ressenyes, amb una qualificació mitjana de 6.98/10. El consens crític del lloc diu, "The Assassination of Versace comença amb una explosió i es desplega lentament, retrocedint a través d'un intricat (i de vegades enrevessat) misteri d'assassinat ancorat per una actuació que defineix la carrera de Darren Criss." A Metacritic, la temporada té una puntuació de 74 sobre 100, basat en 34 crítiques, el que indica "ressenyes generalment favorables." ."